# どきどきこどもふどき
『どきどきこどもふどき』は、NHK Eテレで2011年4月6日から2015年3月11日まで放送されていた小学校3～6年を対象とした、社会科及び総合的な学習の時間（総合学習）向け学校放送である。本番組は、NHK BSプレミアムで放送されている『新日本風土記』の関連番組として放送されていた。字幕放送、及び視覚障害者向けに副音声による解説放送を行っていた。

なお、レギュラー放送に先立ち、2010年8月4日～8月6日にパイロット版として本番組が先行放送された。本項ではこれについても触れる。

## 概要
『新日本風土記』をこども向けに再構成しており、2011年度から実施された社会科の学習指導要領に基づいて、日本人が大事にしてきた伝統や風習の様子を親しみやすく伝えるこども向けの日本風土紹介番組である。
また、本番組は社会科向け番組で初めて小学校中学年と高学年の双方を対象とした番組である。小学校の社会科では各学年ごとに扱う内容が異なるが、本番組では放送内容に応じて社会科の3～6年の単元学習のテーマに対応している。また、社会科のほか、放送内容の一部によっては総合学習や家庭科、図画工作の単元学習にも対応している。

2014年度をもって本番組は終了。2015年度の学校放送における編成方針で実技系科目を重視することに伴い、本番組の後継番組は設けることがなく、そのまま放送枠が消滅することになった。

## 放送時間
| 期間     | 放送時間            |
| -------- | ------------------- |
| 2011年度 | 水曜日 9:40 - 9:50  |
| 2012年度 | 水曜日 9:20 - 9:30  |
| 2013年度 | 水曜日 9:40 - 9:50  |
| 2014年度 | 水曜日 9:50 - 10:00 |

## キャスト・スタッフ
- ジョージ万三郎（声・柴田秀勝）
- かげの声 - 市川展丈
- ナレーション - 小郷知子（NHKアナウンサー）
- 作画 - 斎藤ひろこ
- アニメーション - 夏川憲介（クモトリ）

## 放送リスト
放送リストには、パイロット版として先行放送したものも含む。

2012年度は2011年度放送分の再放送が主体ながら、一部新作も交えて放送した。

2013年度以降は2012年度放送分と同内容の再放送を行っている。

2011年度の放送リストにある12年度は、2012年度の再放送を示すものであり、タイトルの右側の数字は2012年度の再放送が「第○回」に放送したことを表す。
2011年度
| 回     | タイトル                                 | 初回放送日                 | 12年度 |
| ------ | ---------------------------------------- | -------------------------- | ------ |
| 第1回  | なんで桜?花見のふしぎ                    | 2011年4月6日               | 1      |
| 第2回  | カチカチうまうま カツオってすごい!       | 2011年4月20日              | 12     |
| 第3回  | 真夜中に大じゅうたい?!富士山大人気のなぞ | 2010年8月5日 2011年5月11日 |        |
| 第4回  | 会えるかな?田んぼの神さま                | 2011年5月25日              | 5      |
| 第5回  | おもしろ ビックリ お城のヒミツ           | 2011年6月8日               | 7      |
| 第6回  | なぞの!塩パワー                          | 2010年8月4日 2011年6月22日 |        |
| 第7回  | だれと?なんで?ぼんおどりのひみつ         | 2010年8月6日 2011年7月6日  |        |
| 第8回  | ふむふむ なるほど 学校のなぞ             | 2011年8月24日              | 10     |
| 第9回  | 楽しみいろいろ 浮世絵のひみつ            | 2011年9月14日              | 9      |
| 第10回 | いっぱいの水に努力もいっぱい!            | 2011年9月28日              | 18     |
| 第11回 | 日本のごちそう!すしの技（わざ）          | 2011年10月12日             | 11     |
| 第12回 | ワッショイ!ワッショイ!お祭りバンザイ!!   | 2011年10月26日             | 13     |
| 第13回 | 何のため?どうたてる?日本の塔             | 2011年11月9日              |        |
| 第14回 | おめでたいときなぜおもち?                | 2011年11月30日             | 14     |
| 第15回 | なぜ祝う? どう祝う? 日本の正月           | 2011年12月7日              | 15     |
| 第16回 | まっくらな夜をどうともす?日本のあかり    | 2012年1月11日              | 16     |
| 第17回 | かっこいい!便利!日本の手ぬぐい           | 2012年1月25日              | 17     |
| 第18回 | たいへん!たのしい?寒さと雪のある暮らし   | 2012年2月8日               | 3      |
| 第19回 | 自然をいかしいかされる暮らし             | 2012年2月22日              | 19     |
| 第20回 | しってる?土地につたわるふしぎな話        | 2012年3月7日               | 20     |

2012年度（新作のみ）
| 回    | タイトル                             | 初回放送日    |
| ----- | ------------------------------------ | ------------- |
| 第2回 | めぐみ？災い？風とくらしの深ーい関係 | 2012年4月25日 |
| 第4回 | くふうがみっちり！日本の漬物         | 2012年5月30日 |
| 第6回 | 深ーいつきあい！日本人と人形         | 2012年6月27日 |
| 第8回 | おどろきの大豆パワー！               | 2012年8月22日 |

## パイロット版
2010年8月4日 - 8月6日の9時45分 - 10時に放送された。内容は下記の通りである（上記の放送リストも参照）。
なお、これらの内容はレギュラー放送となった2011年度に改めて10分番組として放送している。
- 2010年8月4日「なぞの!塩パワー」
- 2010年8月5日「真夜中に大じゅうたい?!富士山大人気のなぞ」
- 2010年8月6日「だれと?なんで?ぼんおどりのひみつ」

パイロット版とレギュラー放送との相違点
- レギュラー放送ではアニメキャラとしてジョージ万三郎とコアラが登場するが、パイロット版ではレギュラー放送と同様にコアラが登場するほかに、ジョージ万三郎に似ているヒゲのおじさまと縄文土器をキャラクター化した土器子が登場した。
- ヒゲのおじさまは、ジョージ万三郎ほどまゆ毛が太くない。また、ヒゲのおじさまはタンクトップのシャツを着用しているが、ジョージ万三郎はシャツを着用していない。
- パイロット版では、ヒゲのおじさま・土器子・コアラの3人ののほほんとした掛け合いで番組を進行していたが、レギュラー放送ではジョージ万三郎がのほほんとしながらもテーマに関連した疑問や質問をして、それに影の声が教えるという形になった。